# Genfer Auto-Salon

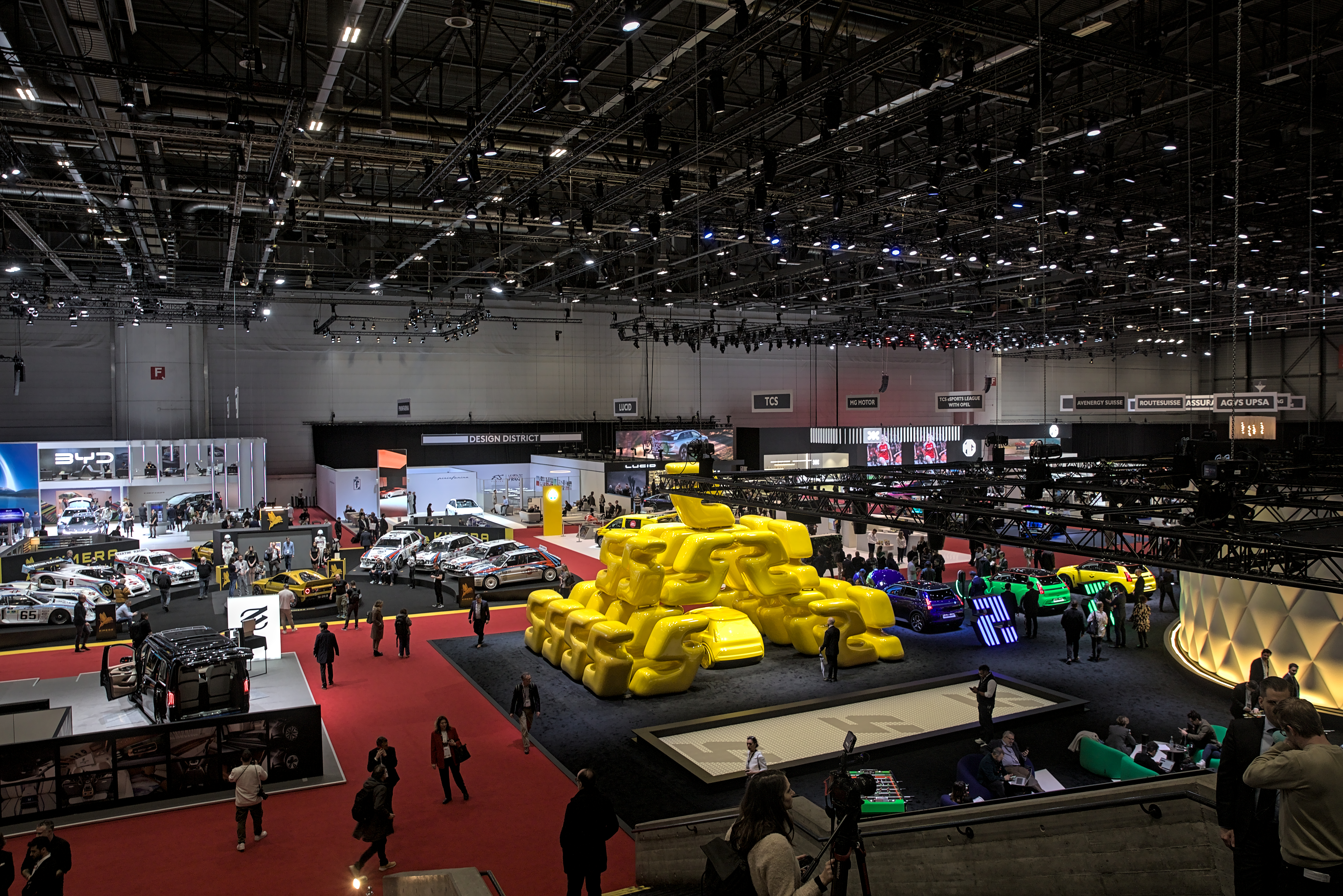
Genfer Auto-Salon, 26. Februar 2024

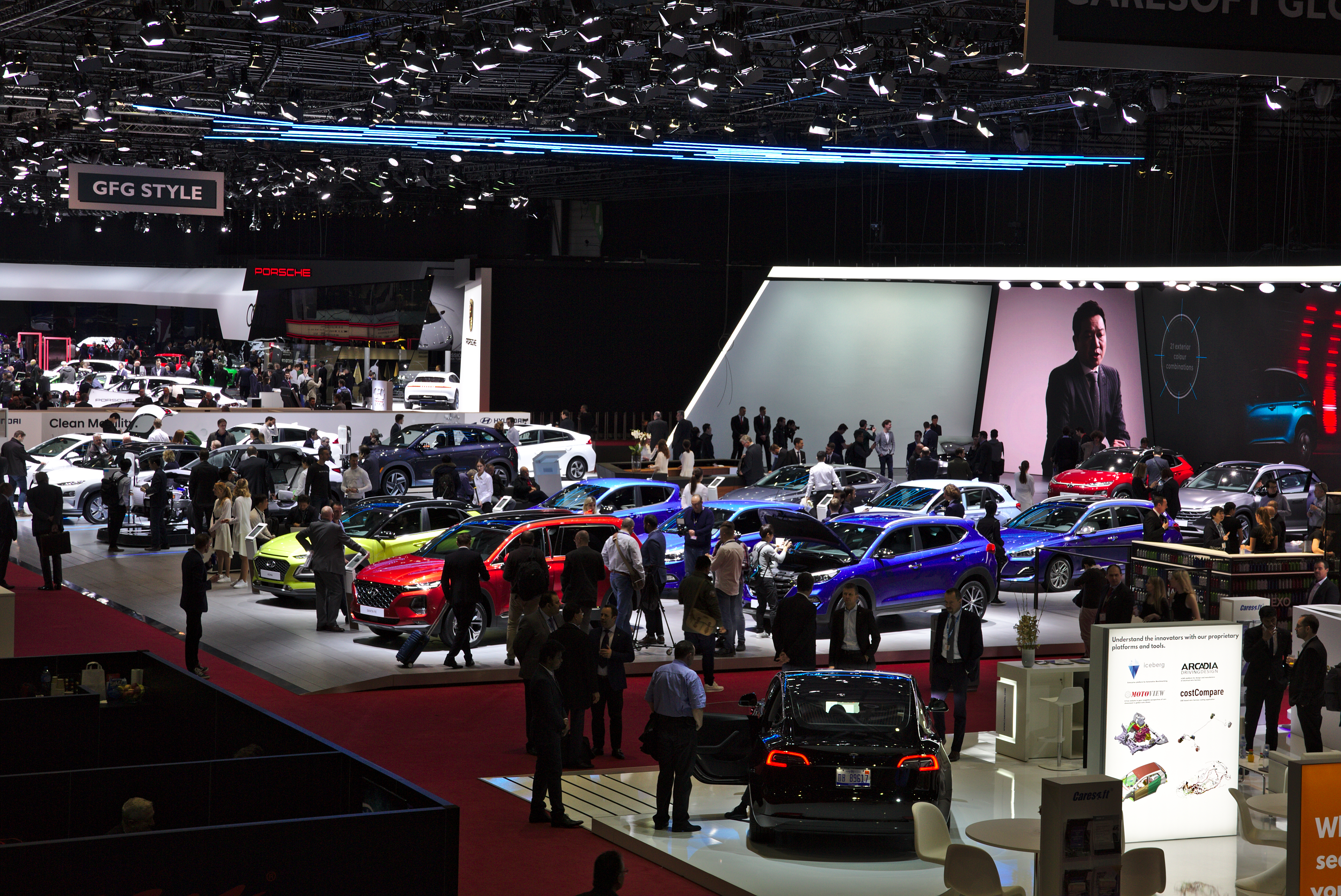
Genfer Auto-Salon, 7. März 2018

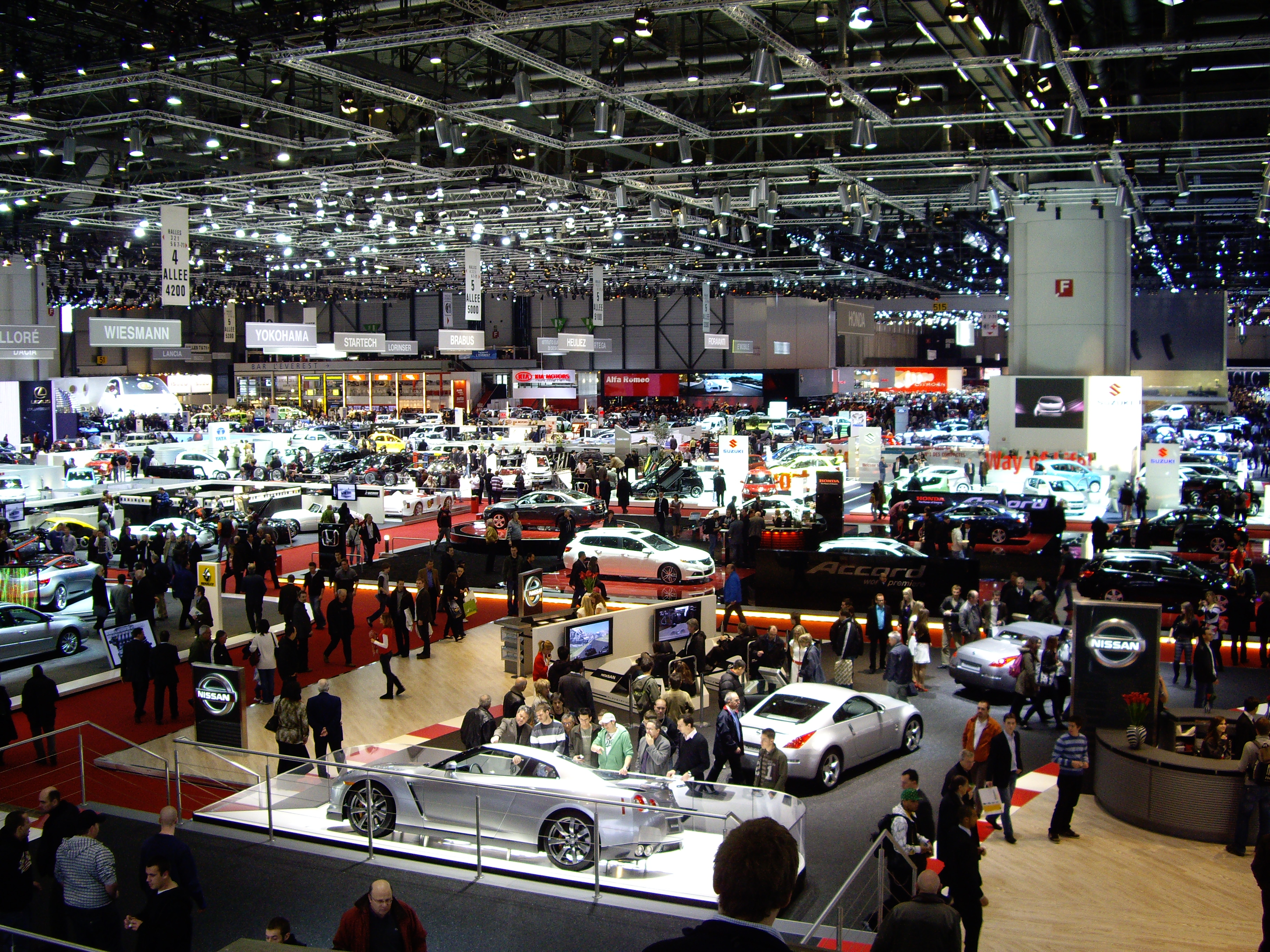
Genfer Auto-Salon, 6. März 2008

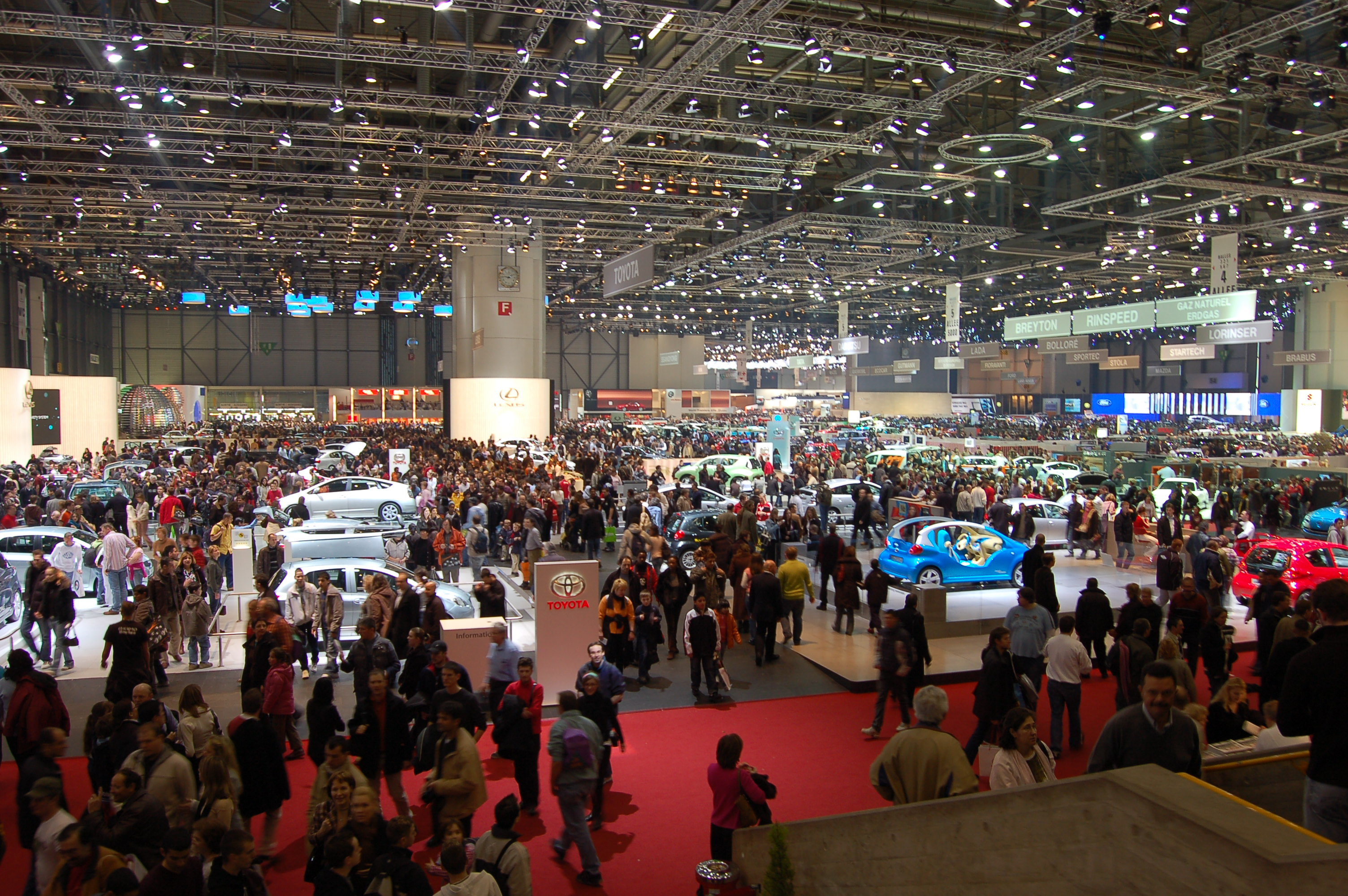
Genfer Auto-Salon, März 2006

Plakat für den Auto-Salon 1926 von Jules Courvoisier: Frauenfigur im Fahrtwind auf Kühlerverschlussschraube

Der Genfer Auto-Salon (französisch Salon international de l’auto de Genève; italienisch Salone internazionale dell’auto di Ginevra; rätoromanisch Salun internaziunal d’automobils a Genevra; englisch Geneva International Motor Show, GIMS) war eine der weltweit wichtigsten Automobilfachmessen, neben der IAA, dem Pariser Autosalon, der Tokyo Motor Show und der Detroit Auto Show. Der Auto-Salon fand in der Regel jedes Jahr Anfang März, seit 1982 im Messekomplex Palexpo in der Gemeinde Le Grand-Saconnex im Kanton Genf (Schweiz) statt. Die Fachmesse wurde für 2020, 2021, 2022 und 2023 abgesagt. 2024 fand der letzte Genfer Auto-Salon in verkleinertem Format statt.

## Geschichte
Vom 29. April bis 7. Mai 1905 fand in Genf die erste schweizerische Automobil- und Fahhradausstellung statt. Sie wurde vom Schweizerischen Automobil-Club und der Syndikatskammer veranstaltet und war für «schweizerische Konstrukteure und für in der Schweiz etablierte Vertreter ausländischer Marken reserviert». Die Veranstaltung

„hatte sich eines ausgezeichneten Erfolges zu erfreuen. Es wurden insgesamt Wagenverkäufe im Werte von vier Millionen Franken abgeschlossen. ‚Die Genfer Ausstellung,‘ schreibt die ‚Neue Zürcher Zeitung‘, ‚ist, ungeachtet des schlechten Wetters, ein wahres Glückskind gewesen. Das Komitee hatte die Gesamteinnahmen aus den Eintrittskarten auf 3300 Franken angesetzt. Daraus sind es 14.815 Franken geworden, dank auch dem letzten populären Ausstellungstage, der nicht weniger denn 7800 Besucher gebracht hat. So wird denn auch der Autosalon bei den Zeichnern des Garantiekapitals nur angenehme Erinnerungen wachrufen. Die Schlußnote ist die eine: der erste Autosalon ist vorüber, es lebe der zweite!“

Seitdem wurden auf dem Genfer Auto-Salon zahlreiche Fahrzeuge präsentiert, welche die Geschichte des Automobils geprägt haben. 1924 wurde im Palais Electoral und der anschliessenden Halle vom 14. bis 23. März der erste Internationale Automobil-, Motor- und Fahrradsalon in Genf ausgerichtet. Die Eröffnung am 14. März fand in Anwesenheit von Bundespräsident Ernest Chuard sowie Bundesrat Heinrich Häberlin statt.
1982 zog der Genfer Auto-Salon vom alten Palais des expositions in der Innenstadt zum neuen Messekomplex Palexpo um.
Wesentliche Beschränkungen beim Bau der Messestände trugen von der Gründung an zur Übersichtlichkeit der Messe bei. Während in den 1920er-Jahren lediglich Teppiche und Grünpflanzen zur Gestaltung eines Messestandes zugelassen wurden, wurde später beispielsweise die zulässige Höhe der Messestände auf 140 cm begrenzt.
Bei der 75. Ausgabe im Jahr 2005 wurde der Rekord von 747'700 Eintritten erzielt. Während der 76. Auflage vom 2. bis zum 12. März 2006 hatten 260 Aussteller aus 30 Ländern etwa 900 Automodelle auf einer Fläche von 102'000 m präsentiert. Es kamen 674'000 Besucher, davon knapp 5000 Medienvertreter aus 80 Ländern. Der 77. Genfer Auto-Salon fand vom 8. bis zum 18. März 2007 statt, mit einer Anzahl von 730'000 Besuchern. Der 78. Genfer Auto-Salon fand vom 6. bis zum 16. März 2008 statt. Es wurden rund 715'000 Eintrittskarten verkauft.
2009 verzeichnete die Automobilmesse – die vom 5. bis zum 15. März 2009 stattfand – einen Besucherrückgang auf 648'000. Die 80. Ausgabe des Auto-Salons verzeichnete vom 4. bis zum 14. März 2010 692'000 Besucher. Anlässlich des Auto-Salons 2018 kündigte Toyota an, aus der Herstellung von Diesel-PKW auszusteigen.
Im Juni 2020 gab die Stiftung, welche die Rechte am Auto-Salon besitzt, bekannt, diese verkaufen zu wollen. Dabei schätzte die Rechteinhaberin den Markenwert der Messe auf rund 15 Millionen Franken.
2024 fand die 91. Ausgabe mit noch rund 20 Ausstellern statt. Es wurden nur noch drei von sieben Hallen genutzt. Von den etablierten Herstellern war nur Renault an der Messe vertreten. Vertreten war zudem BYD, welche in Zusammenarbeit mit der Emil Frey Gruppe 2024 beabsichtigt, die ersten Modelle auf den Schweizer Markt zu bringen.
Der Genfer Auto-Salon wurde nach der letzten Durchführung im Februar/März 2024 aufgrund unsicherer Marktbedingungen eingestellt. Neuigkeiten wurden bereits seit längerer Zeit nicht mehr in Genf gezeigt, sondern bei der Consumer Electronics Show in Las Vegas oder bei den Automessen in Paris oder München – also in den Heimatländern grosser Hersteller. Die Ausstellung in Genf war ausserdem zu teuer geworden. Künftig wird der Fokus auf die Geneva International Motor Show Qatar gelegt, die für November 2025 geplant ist. Der Bundesrat und Wirtschaftsminister Guy Parmelin bedauerte das Ende des Genfer Auto-Salons.

## Unterbrechungen
- 1907 wurde die Ausstellung nach Zürich verlegt, weil in Genf eine automobilfeindliche Stimmung aufkam, die mit einer Gefahr für Fussgänger begründet wurde.
- Von 1908 bis 1922 fand keine nationale Autoausstellung in der Schweiz statt.
- Von 1940 bis 1945 fand aufgrund des Zweiten Weltkrieges ebenfalls keine Ausstellung statt, auch nicht im ersten Nachkriegsjahr 1946.
- Von 2020 bis 2022 wurde die Veranstaltung aufgrund der COVID-19-Pandemie abgesagt.[18][19][20]
- 2023 entfiel der Auto-Salon wegen «Unsicherheiten in der Weltwirtschaft und der Geopolitik sowie der Risiken im Zusammenhang mit der Entwicklung der Pandemie»,[21] jedoch fand in Doha (Katar) eine exklusive Veranstaltung des Auto-Salons statt.[22]

## Sonstiges
- Die Eröffnungsrede wurde meist von einem Schweizer Bundesrat gehalten: z. B. im Jahr 2024 von Bundesrat Albert Rösti,[23] 2017 von Bundesrat Johann Schneider-Ammann,[24] 2016 von Bundesrat Alain Berset,[25] 2015 von Bundesrätin Doris Leuthard,[26] 2014 von Bundespräsident Didier Burkhalter,[27] 2012 von Bundespräsidentin Eveline Widmer-Schlumpf,[28] 2003 von Bundespräsident Pascal Couchepin[29] und 2000 von Bundespräsident Adolf Ogi.[30]

- Für die Präsentation der Fahrzeuge kamen jeweils Hostessen zum Einsatz.[2]

## Fahrzeugpremieren

### Serienfahrzeuge
- Clément (1905)
- Fiat 502 (1924)
- Opel 4/12 PS «Laubfrosch» (1924)
- Martini-Six (1926)
- Fiat 509 (1927)
- Ford Modell A (1928)
- Mercedes-Benz SSK (1929)
- Maybach Zeppelin DS 7 und DS 8 (1931)
- Alfa Romeo 8C 2300 (1932)
- Chrysler Airflow (1934)
- Fiat 500 Topolino (1937)
- Opel Kapitän (1939)
- Jaguar XK 120 (1951)
- Fiat 600 (1955)
- Jaguar E-Type (1961)
- Mercedes-Benz 230 SL «Pagode» (1963)
- Ferrari Dino (1965 als Prototyp)
- Lamborghini Miura (1966)
- Peugeot 504 Coupé (1969)
- Citroën SM (1971)
- Maserati Bora (1971)
- Ford Granada (1972)
- Audi 80 (1973)
- Ford Capri (1973)
- Lamborghini Countach (1973)
- Filipinetti Fiat X1/9 (1973)
- VW Scirocco (1973)
- Porsche 928 (1977)
- Toyota Starlet (1978)
- Audi quattro (1980)
- Lotus Esprit (1980)
- VW Scirocco II (1981)
- Bentley Mulsanne (1982)
- Audi 100 C3 (1983)
- Ferrari 288 GTO (1984)
- Volvo 480 (1986)
- Mercedes-Benz 500 SL (1989)
- Renault Safrane (1992)
- Ford Mondeo (1993)
- Citroën Xantia (1993)
- Ford Ka (1994)
- Ferrari F355 (1994)
- Audi A8 (1994)
- Alfa Romeo GTV (1995)
- Ferrari F50 (1995)
- Mercedes-Benz A-Klasse (1995)
- Ford Focus (1998)
- BMW 3er Serie (E46) (1998)
- Honda S2000 (1999)
- Opel Speedster (2000)
- BMW 3er compact E46/5 (2001)
- Renault Vel Satis (2001)
- Lancia Thesis (2001)
- VW Phaeton (2002)
- Ferrari 575 Maranello (2002)
- Lancia Ypsilon (2003)
- Lamborghini Gallardo (2003)
- Seat Altea (2004)
- Mercedes-Benz CLS (2004)
- Citroën C6 (2005)
- Honda Civic 8. Generation (2005 als Prototyp)
- Lotus Europa S (2006)
- Porsche 911 GT3 (2006)
- Porsche 911 turbo (2006)
- Peugeot 207 (2006)
- Audi A5 (2007)
- Mercedes-Benz C-Klasse (W204) (2007)
- VW Golf V Variant (2007)
- Maserati GranTourismo (2007)
- VW Scirocco III (2008)
- Škoda Superb II (2008)
- Ford Fiesta ’09 (2008)
- Škoda Yeti (2009)
- Mercedes-Benz E-Klasse Coupé (W212) (2009)
- Opel Ampera Hybrid (2009)
- Audi A1 (2010)
- Renault Mégane III Coupé-Cabriolet (2010)
- Porsche Cayenne II (2010)
- Škoda Fabia RS (2010)
- Nissan Juke (2010)
- Lamborghini Aventador (2011)
- Mercedes-Benz C-Klasse Coupé (W204) (2011)
- Ferrari FF (2011)
- Fiat Freemont (2011)
- Range Rover Evoque (2011)
- Mercedes-Benz A-Klasse (W176) (2012)
- Škoda Citigo (2012)
- Roding Roadster 23 (2012)
- Fiat 500L (2012)
- Opel Mokka (2012)
- Renault Zoé (2012)
- Ein-Liter-Auto von VW (2013)
- Peugeot 2008 I (2013)
- Mitsubishi Outlander PHEV (Plug In Hybrid Electric Vehicle) (2013)
- Alfa Romeo 4C (2013)
- McLaren P1 (2013)
- Qoros 3 (Berline) (2013)
- Citroën C4 Cactus (2014)
- Opel Karl (2015)
- Renault Kadjar (2015)
- Audi Q2 (2016)
- Bugatti Chiron (2016)
- DS3 Performance (2016)
- Hyundai Ioniq (2016)
- Lamborghini Centenario (2016)
- Maserati Levante (2016)
- Seat Ateca (2016)
- SsangYong XLV (2016)
- Zenvo TS1 (2016)
- Alpine A110 (2017)
- DS 7 Crossback (2017)
- Ferrari 812 Superfast (2017)
- Ford Fiesta ’18 (2017)
- Honda Civic Type R (2017)
- Italdesign Zerouno (2017)
- McLaren 720S (2017)
- Mitsubishi Eclipse Cross (2017)
- Opel Crossland X (2017)
- Opel Insignia B (2017)
- Range Rover Velar (2017)
- Ruf CTR Anniversary (2017)
- Pagani Huayra (Roadster) (2017)
- Seat Ibiza V (2017)
- Tata Tigor (2017)
- VW Arteon (2017)
- Audi A6 C8 (2018)
- BMW G02 (2018)
- Hyundai Kona Elektro (2018)
- Hyundai Nexo (2018)
- Kia Ceed (CD) (2018)
- Jaguar I-Pace (2018)
- Lexus UX (2018)
- Peugeot 508 II (2018)
- Ferrari F8 Tributo (2019)
- Ginetta Akula (2019)
- Hispano Suiza Carmen (2019)
- Koenigsegg Jesko (2019)
- Mazda CX-30 (2019)
- Mercedes-Benz CLA Shooting Brake (2019)
- Morgan Plus Six (2019)
- Peugeot 208 II (2019)
- Pininfarina Battista (2019)
- Polestar 2 (2019)
- Puritalia Berlinetta (2019)
- Renault Clio V (2019)
- Škoda Kamiq (2019)
- IM L6 (2024)
- Microlino Light (2024)
- Renault 5 E-Tech (2024)

### Konzeptfahrzeuge
- Opel Slalom (1996)
- Opel Astra OPC X-treme (2001)
- Mercedes-Benz F 800 Style (2010)
- Porsche 918 Spyder (2010)
- Škoda Vision D (2011)
- Rolls-Royce 102EX (2011)
- Lexus LF-LC (2012)
- Škoda VisionC (2014)
- Audi Q8 Concept (2017)
- Bentley EXP12 Speed 6e Concept (2017)
- Mercedes-AMG GT Concept (2017)
- BMW Concept M8 Gran Coupé (2018)
- Hyundai Le Fil Rouge Concept (2018)
- Porsche Mission E Cross Turismo (2018)
- Ssangyong E-SIV Concept (2018)
- Škoda Vision X (2018)
- VW I.D. Vizzion (2018)
- Alfa Romeo Tonale Concept (2019)
- Audi Q4 e-tron Concept (2019)
- Citroën Ami One Concept (2019)
- Fiat Centoventi Concept (2019)
- Mercedes-Benz Concept EQV (2019)
- Mitsubishi Engelberg Tourer (2019)
- Nissan IMq Concept (2019)
- Seat el-Born Concept (2019)
- Subaru Viziv Adrenaline Concept (2019)
- Tata H2X Concept (2019)